# Greenville (condado de Hillsborough)
Greenville es un lugar designado por el censo ubicado en el condado de Hillsborough en el estado estadounidense de Nuevo Hampshire. En el Censo de 2010 tenía una población de 1.108 habitantes y una densidad poblacional de 126,68 personas por km².

## Geografía
Greenville se encuentra ubicado en las coordenadas 42°46′22″N 71°48′5″O / 42.77278, -71.80139. Según la Oficina del Censo de los Estados Unidos, Greenville tiene una superficie total de 8.75 km², de la cual 8.75 km² corresponden a tierra firme y (0%) 0 km² es agua.

## Demografía
Según el censo de 2010, había 1.108 personas residiendo en Greenville. La densidad de población era de 126,68 hab./km². De los 1.108 habitantes, Greenville estaba compuesto por el 97.11% blancos, el 0.99% eran afroamericanos, el 0.54% eran amerindios, el 0.18% eran asiáticos, el 0% eran isleños del Pacífico, el 0.36% eran de otras razas y el 0.81% pertenecían a dos o más razas. Del total de la población el 2.44% eran hispanos o latinos de cualquier raza.